# サトノクラウン
サトノクラウン（欧字名:Satono Crown、2012年3月10日 - ）は、日本の競走馬。主な勝ち鞍は2016年の香港ヴァーズ、2017年の宝塚記念。
馬名の意味は、冠名＋王冠。

## 経歴

### 2歳 - 3歳（2014年 - 2015年）
2歳で東京スポーツ杯2歳ステークス（この時、ゲートで立ち上がってしまい、枠内駐立不良となり発走調教再審査）を含む2戦2勝のあと、発走調教再審査合格後の3歳初戦の弥生賞を勝ち、3戦不敗とした。過去に弥生賞まで全勝のまま皐月賞に挑むのは9頭いて、そのうち7頭が皐月賞、日本ダービー、菊花賞の中央競馬クラシック三冠のいずれかを勝っているほか、2頭はその全てに勝って三冠馬となっていた。こうしたことから、サトノクラウンには注目が集まった。
しかし、皐月賞、日本ダービーとも敗れ、秋は天皇賞（秋）で17着に大敗した。

### 4歳（2016年）
復帰初戦に京都記念を選択して関西へ遠征。当日は重馬場だったが、ミルコ・デムーロ鞍上のもと2着のタッチングスピーチに3馬身差をつけ勝利を収めた。関東馬が京都記念を勝つのは1988年のカシマウイング以来28年ぶりとなった。
その後、香港のクイーンエリザベス2世カップへと遠征するが大敗、帰国後の宝塚記念、秋緒戦の天皇賞（秋）ともに振るわず再び矛先を香港へ向けてきた。
本馬が選択した香港ヴァースには同年の凱旋門賞を2着し、前走BCターフを勝ったハイランドリールが連覇を狙い出走しており、単勝1.3倍の支持を受けていた。
レースは直線に入るや逃げたハイランドリールが後続を引き離しにかかると、これを唯一追ったサトノクラウンとの一騎討ちとなり、ゴール寸前で逃げを捉えたサトノクラウンに軍配が上がった。

### 5歳（2017年）
年内始動戦は、前年と同じく京都記念を選択し、2016年の日本ダービーの勝ち馬マカヒキ、前走日経新春杯を勝利し挑んだミッキーロケットに次ぐ3番人気に推された。道中は中団に位置し、直線で逃げ粘るヤマカツライデンとガリバルディを交わすと追い縋るマカヒキやスマートレイアーの追撃を封じ、2着に1馬身差をつけ勝利。同レース2連覇を達成した。奇しくも、マカヒキとサトノクラウンは無敗の弥生賞馬であり、対決を制したことによりその力を示した結果となった。
続く大阪杯は6着と一息だったが、宝塚記念では内からしぶとく食い下がるグランプリ王者ゴールドアクターを振り切って悲願のGI国内制覇となった。これにより宝塚記念は2年連続関東馬のワンツーとなった（16年はマリアライトとドゥラメンテ）。秋初戦の天皇賞（秋）では好位追走から最後の直線で先に抜け出したキタサンブラックとのマッチレースになるもクビ差及ばず2着となる。その後、ジャパンカップは10着、有馬記念は13着と2戦続けての大敗となった。

### 6歳（2018年）
始動戦となったドバイシーマクラシックでは2016年香港ヴァーズ以来となるジョアン・モレイラとのコンビで挑むも7着。帰国後は連覇がかかった宝塚記念に出走するも12着惨敗。11月の第38回ジャパンカップで9着を最後に現役を引退した。引退後は社台スタリオンステーションで種牡馬となる。

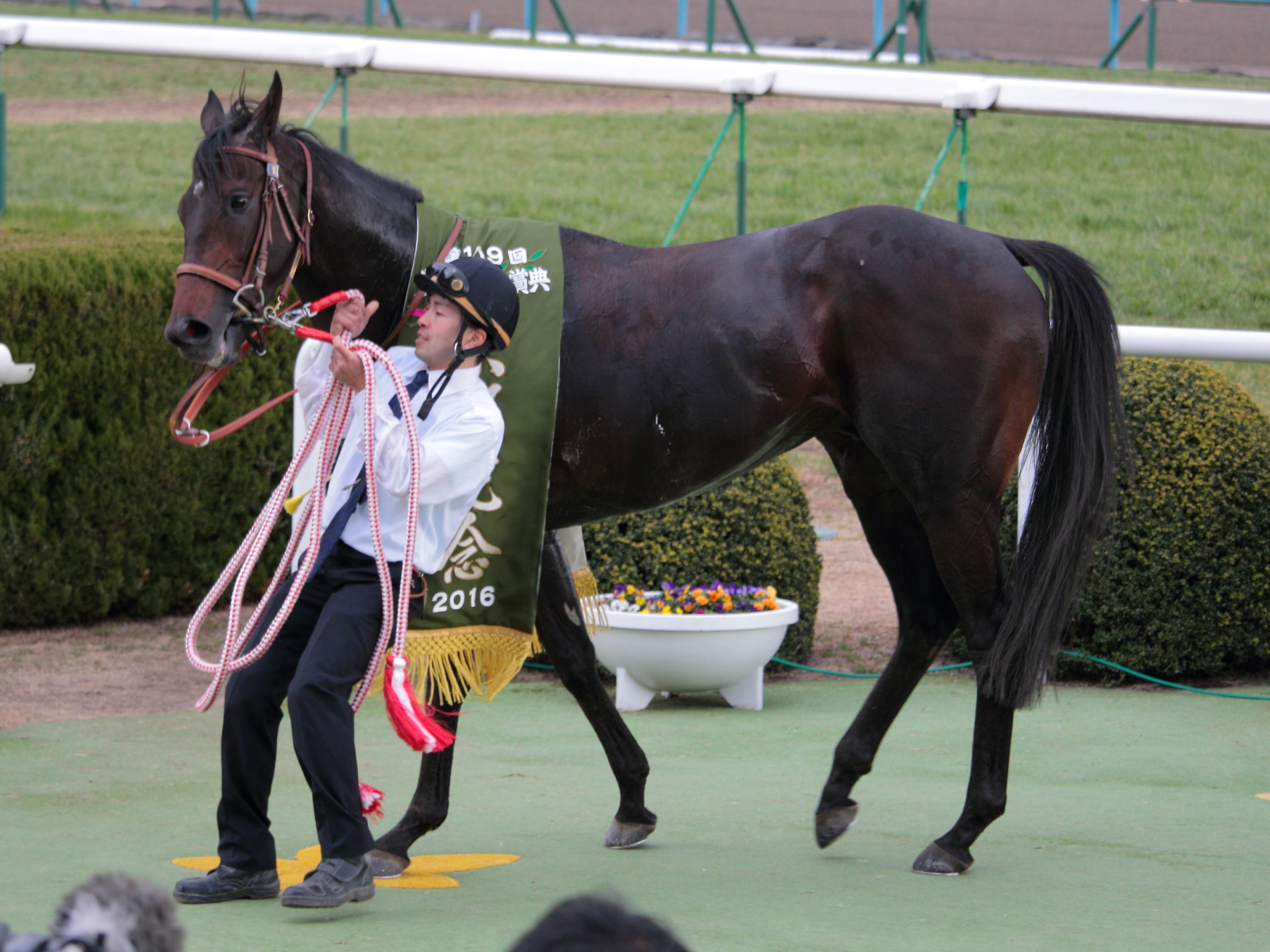
2016年京都記念
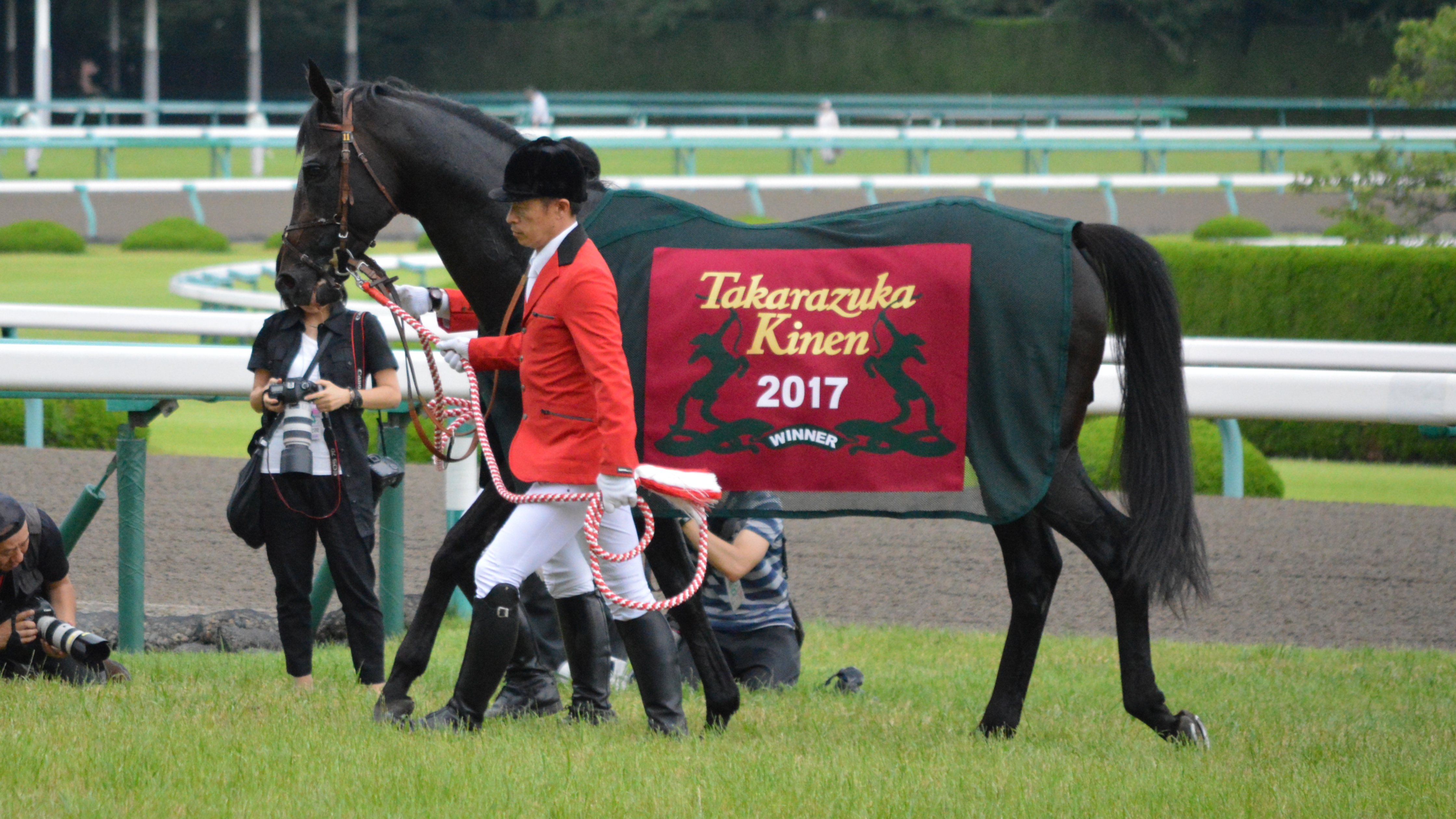
2017年宝塚記念

## 競走成績
以下の内容は、JBISサーチ、netkeiba.com、JRA-VAN Ver.World、香港ジョッキークラブに基づく。
| 競走日     | 競馬場   | 競走名       | 格   | 距離（馬場）  | 頭 数 | 枠 番 | 馬 番 | オッズ （人気） | 着順 | タイム （上り3F） | 着差  | 騎手          | 斤量 [kg] | 1着馬（2着馬）         | 馬体重 [kg] |
| ---------- | -------- | ------------ | ---- | ------------- | ----- | ----- | ----- | --------------- | ---- | ----------------- | ----- | ------------- | --------- | ---------------------- | ----------- |
| 2014.10.25 | 東京     | 2歳新馬      |      | 芝1800m（良） | 16    | 5     | 10    | 002.70（2人）   | 01着 | R1:50.0（33.5）   | -0.2  | 0福永祐一     | 55        | （アンタラジー）       | 468         |
| 0000.11.24 | 東京     | 東スポ杯2歳S | GIII | 芝1800m（良） | 13    | 1     | 1     | 008.10（4人）   | 01着 | R1:47.9（33.8）   | -0.0  | 0R.ムーア     | 55        | （アヴニールマルシェ） | 474         |
| 2015.03.08 | 中山     | 弥生賞       | GII  | 芝2000m（稍） | 11    | 4     | 4     | 006.30（2人）   | 01着 | 02:01.8（35.7）   | -0.2  | 0福永祐一     | 56        | （ブライトエンブレム） | 482         |
| 0000.04.19 | 中山     | 皐月賞       | GI   | 芝2000m（良） | 15    | 5     | 8     | 003.10（1人）   | 06着 | R1:58.9（34.5）   | -0.7  | 0C.ルメール   | 57        | ドゥラメンテ           | 474         |
| 0000.05.31 | 東京     | 東京優駿     | GI   | 芝2400m（良） | 18    | 6     | 11    | 006.30（3人）   | 03着 | R2:23.5（33.8）   | -0.3  | 0C.ルメール   | 57        | ドゥラメンテ           | 470         |
| 0000.11.01 | 東京     | 天皇賞（秋） | GI   | 芝2000m（良） | 18    | 2     | 3     | 012.50（7人）   | 17着 | R1:59.9（35.1）   | -1.5  | 0C.ルメール   | 56        | ラブリーデイ           | 480         |
| 2016.02.14 | 京都     | 京都記念     | GII  | 芝2200m（重） | 15    | 4     | 7     | 009.20（6人）   | 01着 | R2:17.7（36.6）   | -0.5  | 0M.デムーロ   | 56        | （タッチングスピーチ） | 474         |
| 0000.04.24 | 沙田     | QE2世C       | G1   | 芝2000m（稍） | 13    | 8     | 7     | 008.00（5人）   | 12着 | R2:04.39          | -3.07 | 0Z.パートン   | 57        | Werther                | 477         |
| 0000.06.26 | 阪神     | 宝塚記念     | GI   | 芝2200m（稍） | 17    | 8     | 15    | 028.70（9人）   | 06着 | R2:13.5（36.8）   | -0.7  | 0岩田康誠     | 58        | マリアライト           | 480         |
| 0000.10.30 | 東京     | 天皇賞（秋） | GI   | 芝2000m（良） | 15    | 3     | 4     | 021.50（8人）   | 14着 | R2:00.8（35.4）   | -1.5  | 0福永祐一     | 58        | モーリス               | 480         |
| 0000.12.11 | 沙田     | 香港ヴァーズ | G1   | 芝2400m（良） | 14    | 9     | 4     | 020.00（7人）   | 01着 | R2:26.22          | -0.08 | 0J.モレイラ   | 57        | （Highland Reel）      | 484         |
| 2017.02.12 | 京都     | 京都記念     | GII  | 芝2200m（稍） | 10    | 6     | 6     | 004.40（3人）   | 01着 | R2:14.1（34.9）   | -0.2  | 0M.デムーロ   | 58        | （スマートレイアー）   | 490         |
| 0000.04.02 | 阪神     | 大阪杯       | GI   | 芝2000m（良） | 14    | 5     | 7     | 004.60（3人）   | 06着 | R1:59.3（34.2）   | -0.4  | 0M.デムーロ   | 57        | キタサンブラック       | 478         |
| 0000.06.25 | 阪神     | 宝塚記念     | GI   | 芝2200m（稍） | 11    | 8     | 11    | 009.00（3人）   | 01着 | R2:11.4（35.4）   | -0.1  | 0M.デムーロ   | 58        | （ゴールドアクター）   | 488         |
| 0000.10.29 | 東京     | 天皇賞（秋） | GI   | 芝2000m（不） | 18    | 1     | 2     | 004.00（2人）   | 02着 | R2:08.3（38.6）   | -0.0  | 0M.デムーロ   | 58        | キタサンブラック       | 498         |
| 0000.11.26 | 東京     | ジャパンC    | GI   | 芝2400m（良） | 17    | 6     | 12    | 005.70（3人）   | 10着 | R2:25.2（36.0）   | -1.5  | 0M.デムーロ   | 57        | シュヴァルグラン       | 496         |
| 0000.12.24 | 中山     | 有馬記念     | GI   | 芝2500m（良） | 16    | 6     | 12    | 009.80（4人）   | 13着 | R2:34.6（35.4）   | -1.0  | 0R.ムーア     | 57        | キタサンブラック       | 496         |
| 2018.03.31 | メイダン | ドバイSC     | G1   | 芝2410m（良） | 10    | 8     | 8     |                 | 07着 |                   |       | 0J.モレイラ   | 57        | Hawkbill               | 計不        |
| 0000.06.24 | 阪神     | 宝塚記念     | GI   | 芝2200m（稍） | 16    | 5     | 9     | 011.90（6人）   | 12着 | R2:12.8（36.8）   | -1.2  | 0石橋脩       | 58        | ミッキーロケット       | 482         |
| 0000.11.25 | 東京     | ジャパンC    | GI   | 芝2400m（良） | 14    | 3     | 4     | 087.40（9人）   | 09着 | R2:22.6（35.1）   | -2.0  | 0W.ビュイック | 57        | アーモンドアイ         | 500         |

- 海外の枠番はゲート番
- 香港のオッズ・人気は香港ジョッキークラブのもの

## 種牡馬成績
2022年6月5日東京6Rをクラックオブドーンが勝利して、産駒のJRA初出走・初勝利を挙げた。翌2023年、タスティエーラが東京優駿（日本ダービー）を優勝。初年度産駒からダービー馬を輩出した。

### 主な産駒
太字はGI・JpnI競走を示す

#### グレード制重賞優勝馬
- 2020年産
  - タスティエーラ（2023年弥生賞ディープインパクト記念、東京優駿、2025年クイーンエリザベス2世カップ）[21]- 母父:マンハッタンカフェ

## 血統表
| サトノクラウンの血統       | サトノクラウンの血統                                                               | サトノクラウンの血統                                                               | （血統表の出典）                                                                   | （血統表の出典） |
| 父系                       | ノーザンダンサー系                                                                 | ノーザンダンサー系                                                                 | ノーザンダンサー系                                                                 | [ § 2 ]          |
| 父 Marju 1988 黒鹿毛       | 父の父*ラストタイクーン 1983 黒鹿毛                                                | *トライマイベスト                                                                  | Northern Dancer                                                                    | Northern Dancer  |
| 父 Marju 1988 黒鹿毛       | 父の父*ラストタイクーン 1983 黒鹿毛                                                | *トライマイベスト                                                                  | Sex Appeal                                                                         |                  |
| 父 Marju 1988 黒鹿毛       | 父の父*ラストタイクーン 1983 黒鹿毛                                                | Mill Princess                                                                      | Mill Reef                                                                          | Mill Reef        |
| 父 Marju 1988 黒鹿毛       | 父の父*ラストタイクーン 1983 黒鹿毛                                                | Mill Princess                                                                      | Irish Lass                                                                         |                  |
| 父 Marju 1988 黒鹿毛       | 父の母Flame of Tara 1980 鹿毛                                                      | *アーテイアス                                                                      | Round Table                                                                        | Round Table      |
| 父 Marju 1988 黒鹿毛       | 父の母Flame of Tara 1980 鹿毛                                                      | *アーテイアス                                                                      | Stylish Pattern                                                                    |                  |
| 父 Marju 1988 黒鹿毛       | 父の母Flame of Tara 1980 鹿毛                                                      | Welsh Flame                                                                        | Welsh Pageant                                                                      | Welsh Pageant    |
| 父 Marju 1988 黒鹿毛       | 父の母Flame of Tara 1980 鹿毛                                                      | Welsh Flame                                                                        | Electric Flash                                                                     |                  |
| 母 *ジョコンダII 2003 鹿毛 | 母の父Rossini 1997 鹿毛                                                            | Miswaki                                                                            | Mr. Prospector                                                                     | Mr. Prospector   |
| 母 *ジョコンダII 2003 鹿毛 | 母の父Rossini 1997 鹿毛                                                            | Miswaki                                                                            | Hopespringseternal                                                                 |                  |
| 母 *ジョコンダII 2003 鹿毛 | 母の父Rossini 1997 鹿毛                                                            | Touch of Greatness                                                                 | Hero's Honor                                                                       | Hero's Honor     |
| 母 *ジョコンダII 2003 鹿毛 | 母の父Rossini 1997 鹿毛                                                            | Touch of Greatness                                                                 | Ivory Wand                                                                         |                  |
| 母 *ジョコンダII 2003 鹿毛 | 母の母La Joconde 1999 鹿毛                                                         | Vettori                                                                            | Machiavellian                                                                      | Machiavellian    |
| 母 *ジョコンダII 2003 鹿毛 | 母の母La Joconde 1999 鹿毛                                                         | Vettori                                                                            | Air Distingue                                                                      |                  |
| 母 *ジョコンダII 2003 鹿毛 | 母の母La Joconde 1999 鹿毛                                                         | Lust                                                                               | Pursuit of Love                                                                    | Pursuit of Love  |
| 母 *ジョコンダII 2003 鹿毛 | 母の母La Joconde 1999 鹿毛                                                         | Lust                                                                               | Pato                                                                               |                  |
| 母系(F-No.)                | (FN:20-c)                                                                          | (FN:20-c)                                                                          | (FN:20-c)                                                                          | [ § 3 ]          |
| 5代内の近親交配            | Northern Dancer 4×5 Buckpasser 5×5 Mr. Prospector 4･5（母内） Sir Ivor 5･5（母内） | Northern Dancer 4×5 Buckpasser 5×5 Mr. Prospector 4･5（母内） Sir Ivor 5･5（母内） | Northern Dancer 4×5 Buckpasser 5×5 Mr. Prospector 4･5（母内） Sir Ivor 5･5（母内） | [ § 4 ]          |
| 出典                       | 1. 2. 3. 4.                                                                        | 1. 2. 3. 4.                                                                        | 1. 2. 3. 4.                                                                        | 1. 2. 3. 4.      |

- 全姉ライトニングパールは2011年の英GIチェヴァリーパークステークスの勝ち馬[24]。
- 3代母Lustの半兄にClassic Cliche[25]（1995年英セントレジャー、1996年ゴールドカップ）、半姉にMy Emma[26]（1996年ヴェルメイユ賞、1997年ヨークシャーオークス）がいる。